# Julian Klaczko

Julian Klaczko

Julian Klaczko (* 6. November 1825 in Wilna; † 26. November 1906 in Krakau) war ein polnischer Schriftsteller, Publizist und Politiker.

## Leben und Wirken
Klaczko wurde als Jehuda Lejb in einer jüdischen Familie geboren. Er studierte in Wilna und Königsberg, wo er 1847 den Doktortitel der philosophischen Fakultät erwarb (Dissertationsthema: De rebus Franco-Gallicis saeculi XV). Anschließend ging er nach Heidelberg, um bei Georg Gottfried Gervinus zu studieren. Gervinus machte ihn zum Mitarbeiter der Deutschen Zeitung. 1848 hielt er sich einige Zeit in Posen auf und publizierte 1849 in Berlin sein erstes politisches Pamphlet, einen offenen Brief  unter der Überschrift Die deutschen Hegemonen. Offenes Sendschreiben an Herrn Georg Gervinus. Darin äußerte er seine Enttäuschung über die Frankfurter Nationalversammlung, in der in der Polendebatte im Juli 1848 vom ostpreußischen Abgeordneten Carl Friedrich Wilhelm Jordan die Parole vom „gesunden Volksegoismus“ gegenüber den Slawen ausgegebenen worden war. In dieser Haltung erkannte Klaczko den deutschen „Zug nach dem Osten“, woraus der folgenreiche Ausdruck vom deutschen Drang nach Osten entstand.
1850 ging Klaczko nach Paris, wo er sich mit literarischen Arbeiten, die in der Revue de Paris, später in der Revue des Deux Mondes veröffentlicht wurden, einen Namen machte. Nach dem Tode seines mittellos gewordenen Vaters konvertierte Klaczko zum Christentum und ließ sich in den 1850er Jahren in Paris auf den Namen Julian Klaczko taufen. In Paris schloss er sich der im Hôtel Lambert ansässig gewordenen polnischen Emigration an. Er war von 1857 bis 1860 Mitherausgeber der Monatsschrift Wiadomosci Polskie (Polnische Nachrichten). Seine dort publizierten Artikel gelten sowohl literarisch als auch ästhetisch als Glanzlichter polnischer Sprache, durften aber im russisch und preußisch besetzten Polen nicht erscheinen.
In den Jahren 1870 bis 1871 erhielt er im Außenministerium Österreich-Ungarns als Geheimer Rat einen Posten und außerdem einen Platz im Parlament von Galizien. Anschließend kehrte er wieder nach Paris zurück, um sich seiner schriftstellerischen Arbeit zu widmen. Er veröffentlichte 1875 eine Porträtstudie über Otto von Bismarck und Alexander Michailowitsch Gortschakow, schrieb über Dante Alighieri und wollte eine auf drei Bände angelegte Arbeit über das Papsttum in der Renaissance  anfertigen, von der nur der erste erschien, weil er 1898 an Paralysis erkrankte.